# چسواوین
چسواوین (به لهستانی:  Czesławin) یک روستا در لهستان است که در گمینا بوندوو واقع شده‌است.